# Голиаф

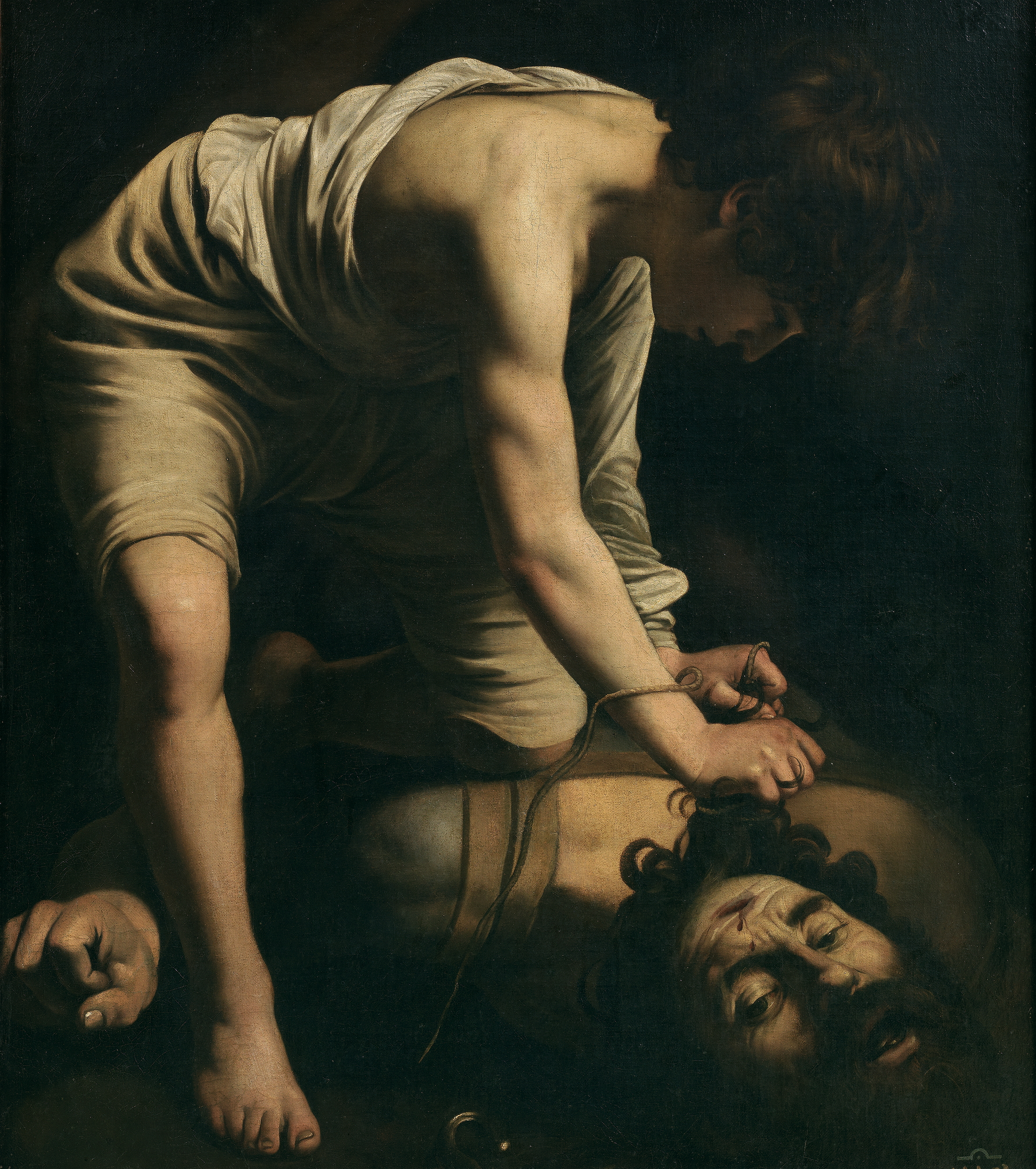
Караваджо, Давид и Голиаф

Голиаф (др.-евр. גלית‬, Гольят, араб. جالوت‎, Джалут, др.-греч. Γολιαθ, Γολιαδ, Голиад) — огромный филистимлянский воин, потомок великанов-рефаимов в Ветхом Завете. Молодой Давид, будущий царь Иудеи и Израиля, побеждает Голиафа в поединке с помощью пращи, а затем отрубает его голову (1Цар. 17:49—51). Победой Давида над Голиафом началось наступление израильских и иудейских войск, которые изгнали со своей земли филистимлян (1Цар. 17:52; Коран 2:251).
По другой версии, Голиафа убил Елханан, сын Ягаре-Оргима Вифлеемского: «…Было и другое сражение в Гобе; тогда убил Елханан, сын Ягаре-Оргима Вифлеемского, Голиафа Гефянина, которого древко копья было, как навой у ткачей» (2Цар. 21:19). Брата Голиафова, Лахмия (тоже великана, потомка рефаимов) сразил Елханам, сын Иаира (1Пар. 20:5).

## Ветхий Завет
Голиаф был необычайно сильным воином огромного роста, уроженцем города Гефа. Ростом Голиаф был 6 локтей с пядью, или 277,2 cм (1 локоть = 42,5 см, 1 пядь = 22,2 см). Филистимский великан был одет в чешуйчатую броню массой около 57 кг (5000 сиклей меди, 1 сикль = 11,4 г) и медные наколенники, на голове его был медный шлем, в руках — медный щит. Голиаф нёс тяжёлое копьё, один только наконечник которого был весом 600 сиклей железа (6,84 кг), и большой меч..
У Давида же вообще не было доспехов, а единственным его оружием была обычная праща. Саул велел одеть его в медную броню и дать в руки меч, но Давид был непривычен к ношению оружия, и потому снял доспехи. Филистимский великан посчитал для себя оскорблением то, что сразиться с ним вышел юноша, совсем ещё мальчик. Голиаф и Давид были избраны своими соплеменниками для единоборства, которое должно было решить исход битвы: победивший в поединке завоевывал победу своей стороне. Всем, кто наблюдал за происходящим, казалось, что результат поединка предрешён, но не всегда исход битвы определяет физическая сила. Подробности единоборства Голиафа с Давидом, происходившего в долине дуба между Сокхофом и Азекой на юго-западе от Иерусалима, описаны в Библии, в 17-й главе 1-й книги Царств:

…Выступил и Филистимлянин, идя и приближаясь к Давиду, и оруженосец шёл впереди его… И сказал Филистимлянин Давиду: «Что ты идёшь на меня с палками и камнями? разве я собака?» И сказал Давид: «Нет, но хуже собаки». И проклял Филистимлянин Давида своими богами. И сказал Филистимлянин Давиду: «Подойди ко мне, я отдам тело твоё птицам небесным и зверям земным». А Давид отвечал Филистимлянину: «Ты идёшь против меня с мечом и копьём и щитом, а я иду против тебя во имя Господа Саваофа, Бога воинств Израильских, которые ты поносил; ныне предаст тебя Господь в руку мою, и я убью тебя, и сниму с тебя голову твою, и отдам труп твой и трупы войска Филистимского птицам небесным и зверям земным, и узнает вся земля, что есть Бог в Израиле; и узнает весь этот сонм, что не мечом и копьём спасает Господь, ибо это война Господа, и Он предаст вас в руки наши». Когда Филистимлянин поднялся и начал приближаться навстречу Давиду, Давид поспешно побежал к строю навстречу Филистимлянину. И опустил Давид руку свою в сумку и взял оттуда камень, и бросил из пращи и поразил Филистимлянина в лоб, так, что камень вонзился в лоб его, и он упал лицом на землю, так одолел Давид Филистимлянина пращою и камнем, и поразил Филистимлянина и убил его; меча же не было в руках Давида. Тогда Давид подбежал и, наступив на Филистимлянина, взял меч его и вынул его из ножен, ударил его и отсёк им голову его; Филистимляне, увидев, что силач их умер, побежали…— 1Цар. 17:41-51
Меч Голиафа, сохранённый Давидом, хранился сначала в Номве, а затем был перенесён им в Иерусалим.

## Голиаф в Коране
Битва между великаном Джалутом (араб. جَالُوتَ‎‎) — воином войска неверующих и пророком Давидом — воином войска израильского царства — описана также в Коране.
После победы над Голиафом Давид получает царство над Израилем. Притча о победе Давида приводится в качестве назидания для тех, кто сомневается в помощи Бога и как пример результата внутренней уверенности пророка Давида:

Когда Талут (Саул) отправился в путь с войском, он сказал: «Аллах подвергнет вас испытанию рекой. Кто напьется из нее, тот не будет со мной. А кто не отведает ее, тот будет со мной. Но это не относится к тем, кто зачерпнет пригоршню воды». Напились из нее все, за исключением немногих из них. Когда же он и уверовавшие вместе с ним перебрались через реку, они сказали: «Сегодня мы не справимся с Джалутом (Голиафом) и его войском». Но те, которые были убеждены в том, что встретятся с Аллахом, сказали: «Сколько малочисленных отрядов победило многочисленные отряды по воле Аллаха!». Ведь Аллах — с терпеливыми. ۝ Когда они показались перед Джалутом (Голиафом) и его войском, то сказали: «Господь наш! Пролей на нас терпение, укрепи наши стопы и помоги нам одержать победу над неверующими людьми». ۝ Они разгромили их по воле Аллаха. Давуд (Давид) убил Джалута (Голиафа), и Аллах даровал ему царство и мудрость и научил его тому, чему пожелал. Если бы Аллах не сдерживал одних людей посредством других, то земля пришла бы в расстройство. Однако Аллах милостив к мирам.—  2:249—251 (Кулиев)

## Исторический контекст
Имя Голиаф имеет малоазиатское происхождение. В Лидии засвидетельствовано сходное имя Алиатт/Адиатт, а в Карии — Улиат. Данные сведения хорошо согласуются с гипотезой о малоазийском происхождении «народов моря», одним из которых были филистимляне.